# Párizsi János
A Párizsi János (olaszul: Gianni di Parigi) Gaetano Donizetti kétfelvonásos operája (opera buffa). A szövegkönyvet Felice Romani írta Godard d’Aucourt de Saint-Just librettója alapján, amely François-Adrien Boieldieu Jean de Paris című operája számára készült. A művet 1831-ben írta, de csak 1839. szeptember 10-én mutatták be a milánói Scalában. Magyarországon még nem játszották.

## Szereplők
| Szereplő                         | Hangfekvés   | Az ősbemutató szereposztása |
| -------------------------------- | ------------ | --------------------------- |
| Navarra hercegnője               | szoprán      | Antonietta Marini-Rainieri  |
| Udvarmester                      | basszus      | Ignazio Marini              |
| Gianni di Parigi (Párizsi János) | tenor        | Lorenzo Salvi               |
| Pedrigo                          | basszus      | Agostino Rovere             |
| Lorezza, a lánya                 | mezzoszoprán | Marietta Sacchi             |
| Oliviero, egy apród              | alt          | Felicita Baillou-Hillaret   |
| A hercegnő és Gianni követői.    |              |                             |

## Cselekménye
Navarra hercegnője kibérelt egy vidéki fogadót. Ide érkezik Oliviero az apród, hogy előkészítse ura, Gianni (János) érkezését, aki Párizs egyik legtehetősebb és legőszintébb polgára. A fogadós, Pedrigo tudatja vele, hogy a fogadó már le van foglalva, de Oliviero ragaszkodik hozzá, hogy fogadják be urát is. Megérkezik Gianni és felkéri az apródját, hogy tartsa titokban kilétét. Kétszeres árat fizetve, sikerül szállást intézni Pedrigóval. Megérkezik az udvarmester és nemtetszének ad hangot. Megérkezik a hercegnő is, akit azonban egyáltalán nem zavar Gianni jelenléte, sőt meghívja egy közös vacsorára. Gianni felfedi kilétét, s a szerelmes hercegnő is bevallja, hogy átlátott Gianni cselén és szívesen lesz a felesége.